# Феофилакт (патриарх Константинопольский)
Феофила́кт Лакапин (греч. Θεοφύλακτος Λακαπηνός; 917 — 27 февраля 956) — Патриарх Константинопольский со 2 февраля 933 по 27 февраля 956 года.

## Жизнеописание
Феофилакт был младшим сыном византийского императора Романа I Лакапина. В детстве был оскоплён отцом. В 7-летнем возрасте Феофилакта постригли в клирики, а патриарх Николай I Мистик возвёл его в иподиаконы.
В 931 году от управления Патриархией был отстранен Патриарх Трифон (который не желал добровольно уступать патриарший престол), и Константинопольским архиереем был назначен Феофилакт, которому было только 13 лет. Императору пришлось прождать около полутора лет, чтобы царевич достиг канонического возраста для посвящения в священнослужители. 
6 февраля 933 года Феофилакт был объявлен Константинопольским патриархом, став преемником смещённого патриарха Трифона.
Новый патриарх не оправдал надежд своего отца. Беспутный и безвольный, он заметно уступал тем величественным фигурам, которые до него управляли Восточной церковью.
В 938 году Феофилакт послал от себя посла к Патриарху Александрийскому Евтихию, Патриарху Антиохийскому Феодосию и Патриарху Иерусалимскому Христодулу, с просьбой упоминать его имя в их молитвах и богослужении.
15 августа 944 года у Золотых ворот Патриарх Феофилакт и весь синклит на коленях встретили возвращение в Константинополь образ Христа из Эдессы, помещённый впоследствии в собор Святой Софии.
В 945 году Патриарх Феофилакт вместе с паракимоменом Феофаном попытался вернуть власть отцу, но заговор был раскрыт Константином VII.
В 956 году Феофилакт погиб при падении с лошади. Новым патриархом Константинопольским был избран Полиевкт.